# Pioneer League
Pour la compétition de football américain, voir Pioneer Football League.
La Pioneer League, abrégée en PBL pour Pioneer Baseball League est une ligue mineure de baseball fondée aux États-Unis en 1939. Ses activités se déroulent sans interruption depuis 1946.
Les 8 clubs qui composent actuellement la ligue sont basés dans la région des Rocheuses, soit dans les États du Montana, de l'Idaho de l'Utah et du Colorado. La ligue a également compté des équipes dans l'État américain du Wyoming et, au Canada, de 1975 à 2002 dans la province de l'Alberta.
La saison de baseball de la Pioneer League se déroule chaque année de juin à septembre. Les équipes sont toutes affiliées à des clubs de la Ligue majeure de baseball.
La Pioneer League est au second niveau le plus bas des ligues mineures, avec l'Appalachian League dans le Sud-Est des États-Unis. On qualifie parfois le niveau de compétition de « recrue avancée » ou de « ligue complexe » (Advanced Rookie ou Complex League) en opposition à deux autres ligues de niveau recrues, la Ligue de l'Arizona et la Gulf Coast League. Avec ces trois autres ligues, la Pioneer League est souvent la première destination des nouveaux joueurs professionnels, qui y arrivent à partir de l'école secondaire ou de l'université après avoir signé leur premier contrat.

## Histoire
La Pioneer League est fondée en 1939 et est alors composée de 6 équipes basées en Utah et en Idaho. Après quatre saisons, ses activités sont interrompues pendant trois ans, une pénurie de joueurs causée par la Seconde Guerre mondiale forçant un arrêt de 1943 à 1945. La compétition n'a plus été interrompue depuis la saison 1946. Les premières équipes de l'État du Montana sont établies en 1948.
En 1975, un premier club canadien joint la Pioneer League : les Expos de Lethbridge. Le Canada est représenté par trois clubs dans la province de l'Alberta : à Lethbridge de 1975 à 1983 et de 1992 à 1998; à Calgary de 1977 à 1984; et à Medicine Hat sans interruption de 1977 à 2002. Cette dernière équipe est affiliée aux Athletics d'Oakland de la Ligue majeure de baseball à sa première saison et est appelée Medicine Hat A's. À partir de 1978 jusqu'à sa dernière campagne, les Blue Jays de Medicine Hat sont un club-école des Blue Jays de Toronto de la MLB.
La ligue fait une incursion dans l'État du Wyoming en 2001 avec les Rockies de Casper. Renommé Ghosts (en référence à Casper le gentil fantôme) en 2008, l'équipe est renommée pour ses casquettes qui brillent dans l'obscurité (glow in the dark), un coup publicitaire inédit,. L'équipe déménage après la saison 2011 et devient à partir de 2012 les Rockies de Grand Junction, le premier club de la Pioneer League à être basé au Colorado.
En 1948, la ligue passe de 6 à 8 équipes. Le nombre de clubs varie à l'occasion et on en compte aussi peu de 4 en 1967 ainsi que lors des saisons 1972 à 1976. Malgré les transferts d'un club d'une ville vers une autre, la Pioneer League maintient 8 équipes depuis l'été 1987.
À ses premières saisons, la Pioneer League est étroitement affiliée aux équipes de la Ligue de la côte du Pacifique, un circuit qui déployait d'importants efforts pour être reconnue comme Ligue majeure et ainsi amener le plus haut niveau de baseball professionnel dans l'Ouest américain. Ces efforts seront vains, puisque l'une des deux ligues majeures, la Ligue nationale, déménagera des clubs de New York à Los Angeles et San Francisco dans les années 1950. Considéré comme une ligue de « niveau C », classification de ligue mineure aujourd'hui disparue, la Pioneer League compte deux clubs sur six affiliés à des franchises majeures dès sa saison inaugurale en 1939 : les Reds d'Ogden sont jumelés aux Reds de Cincinnati et les Cardinals de Pocatello aux Cardinals de Saint-Louis. En 1956, sept équipes sur huit sont affiliées à un club majeur. Lorsque les Timberjacks de Missoula deviennent club-école des Senators de Washington en 1957, toutes les équipes de la Pioneer League ont pour la première fois une affiliation en Ligues majeures. Elle est désignée ligue de niveau A en 1963 lors d'une grande réorganisation du système de ligues mineures, puis établie comme ligue de niveau recrues à partir de 1964.
Le premier Afro-Américain à évoluer dans la Pioneer League est Edward Moore,, un joueur de champ extérieur qui intègre les Mustangs de Billings, club-école des Dodgers de Brooklyn, en 1949, à l'initiative de Branch Rickey.

## Équipes actuelles
Les 10 équipes de la Pioneer League en 2022.
| Division | Franchise                 | Ville            | État     | Stade (capacité)                       | Affilié à (depuis) |
| -------- | ------------------------- | ---------------- | -------- | -------------------------------------- | ------------------ |
| Nord     | Mustangs de Billings      | Billings         | Montana  | Dehler Park (3 071)                    | Indépendant        |
| Nord     | Range Riders de Glacier   | Kalispell        | Montana  | Flathead Field (2 500)                 | Indépendant        |
| Nord     | Voyagers de Great Falls   | Great Falls      | Montana  | Centene Stadium (3 001)                | Indépendant        |
| Nord     | Chukars d'Idaho Falls     | Idaho Falls      | Idaho    | Melaleuca Field (3 400)                | Indépendant        |
| Nord     | Osprey de Missoula        | Missoula         | Montana  | Ogren Park at Allegiance Field (3 500) | Indépendant        |
| Sud      | Hawks de Boise            | Garden City      | Idaho    | Memorial Stadium (3 452)               | Indépendant        |
| Sud      | Rockies de Grand Junction | Grand Junction   | Colorado | Suplizio Field (7 000)                 | Indépendant        |
| Sud      | Owlz de Northern Colorado | Windsor          | Colorado | Future Legends Complex (6 000)         | Indépendant        |
| Sud      | Raptors d'Ogden           | Ogden            | Utah     | Lindquist Field (8 262)                | Indépendant        |
| Sud      | Vibes de Rocky Mountain   | Colorado Springs | Colorado | UCHealth Park (8 500)                  | Indépendant        |